# 園田駅

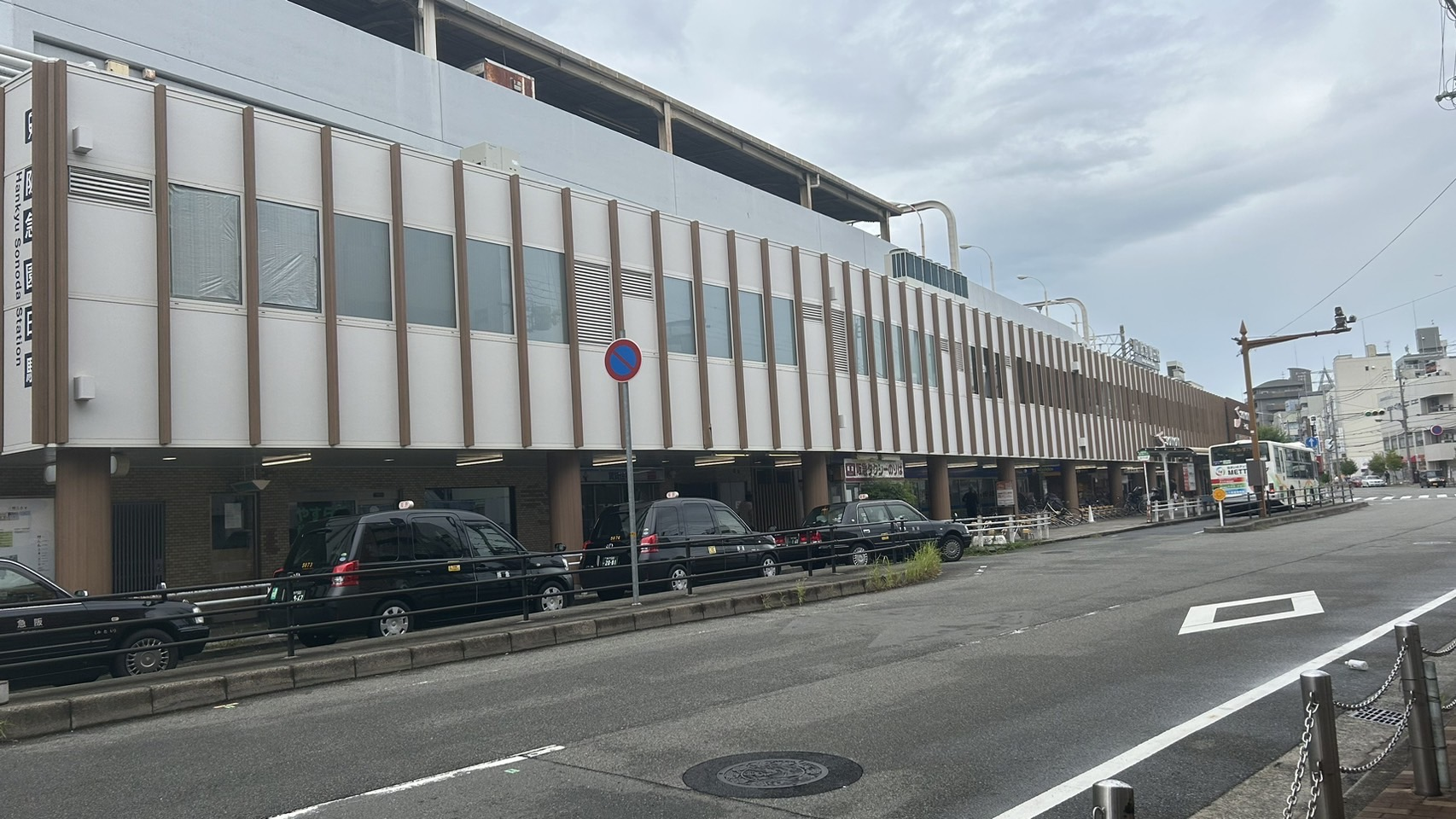
南出口

園田駅（そのだえき）は、兵庫県尼崎市東園田町九丁目にある、阪急電鉄神戸本線の駅。駅番号はHK-05。兵庫県最東端の駅である。

## 歴史

### 年表
- 時期不明（1930年以降）：園田競馬場の開設に伴い、年2回の競馬開催日に合わせて、現園田駅とほぼ同じ場所に臨時駅を設置していた。
- 1936年（昭和11年）10月20日[3]：阪神急行電鉄（当時の社名）の神崎川駅 - 塚口駅間に新設開業。開業時は田園地帯の中に駅が存在したが、当初から2面4線の配線であった。
- 1974年（昭和49年）3月：着工[4]。
- 1978年（昭和53年）10月29日：下り線高架化[5]。
- 1979年（昭和54年）7月1日：高架化が完成[6]。
- 1980年（昭和55年）4月5日：高架駅舎の使用を開始[2]。園田阪急プラザが営業開始。
- 2013年（平成25年）12月21日：駅ナンバリング(HK-05)が導入される[7][8]。
- 2014年（平成26年）：ホーム表面の再舗装及び嵩上げ工事が行われる（但し廃止状態の北側単式ホームでは行われず）
- 2019年（令和元年）11月30日：一般用ホームエレベーターが完成、バリアフリーに正式に対応した。その数日前、団体客専用の有人改札口も廃止されている。
- 2022年（令和4年）8月20日：耐震工事のため、この日の営業をもって園田阪急プラザが一時閉店[9]。
- 2023年（令和5年）11月22日：園田阪急プラザ改めsonon園田がオープン。約30店舗が入った。

### 高架化工事について
地上駅時代の園田駅は、ホームの構成は現在と全く同じで、園田競馬の観客用臨時ホームも有していた。また改札とホームを結ぶ為に地下道が設置されたほか、構内の地下道と平行して南北を結ぶ自由通路があり、線路下付近には双方の地下道間を結ぶ改札口も存在した。
ホーム延長工事など、多少の改装は行われたものの、開業当時とほぼ同じ状態を保っていた園田駅ではあったが、兵庫県と尼崎市が計画していた、駅西方を交差する県道園田橋線との立体交差化の為、園田駅周辺の線路および駅を高架化する事となった。
工事は1974年3月に着工され、従来の線路やホームは撤去されて、単式のホーム2線と通過線2線からなる仮設のホームが設置された。地上駅時代の園田駅は、駅南側に植え込みがあるなど比較的広い構内ではあったが、下り仮線のホーム部分に際しては、阪急の所有する敷地だけでは用地が不足したため、南側に面した道路の一部を尼崎市より借用してホームを建設した。また上り仮線のホームは下り仮通過線の北側に設置され、仮設ホームはいずれも通過線の南側に設置される形となった。地下道には、仮設ホームに通じる階段が設置され、一方元のホームへの階段は、セメントにより埋められた。
梅田側には留置線が1線存在することは後述するが、地上駅時代は、猪名川鉄橋脇までの複線の長い留置線で、数編成分が収容可能だった。これは、猪名川付近の経路を変更した際に、旧線の北側に、新たに橋梁架設、線路かさ上げ工事を行ったために廃線となった本線部分を流用したもので、収容能力が限界に達していた当時の西宮車庫を補う形で使用されていたが、車庫の拡張工事が完成して以降は使用されなくなり、高架工事の際には仮設線路の用地として活用された。また、三宮側の上り線に接する形でもう一本留置線があったが、こちらも高架化工事用地とされ撤去された。
高架線へは、まず上りホームと臨時ホームが1976年10月に完成して切り替えが行われ、上り通過線と仮設ホームが撤去され、元のホーム横の線路が通過線に変更された。続く1977年8月には上り通過線が高架化されて上り仮線は撤去された。一方、下りホームは1978年10月29日に完成して切り替えられ、この時駅舎も地上の仮駅舎から高架線2階に移設された。最後に残っていた下り通過線は1979年6月30日の終電後に高架線に切り替えられ、引き続き梅田寄南側の留置線建設と駅1階の商業施設や周辺道路の整備を実施し、1980年4月5日に全ての工事が完了して専門店街の『園田阪急プラザ』が営業を開始した。
高架下の区画には、『園田阪急プラザ』の他に、レンタサイクルや駐輪場、貸し倉庫などがある。『園田阪急プラザ』は2006年に改装を行い、看板が一新されたほか、1階にスーパーマーケットのKOHYOなどが出店した。

### バリアフリー本格対応工事について
かつて当駅には、エレベーターは存在したものの、ホームと改札外を直接つなぐものだった。入り口には一般客の押せるボタンがついておらず、利用する際にインターホンで駅員に申告して動かしてもらった。利用者は乗車券類を提示／購入する必要があるため、エレベーターは必ず2階で停止するようになっていた。利用できるのは当初は車椅子使用者に限られていたが、のちに申告さえすれば誰でも利用できるようになった。とはいえ、高齢者やベビーカーを押している者にほぼ限られていた。
2018年、このようなシステムを改め、一般向けエレベーターを設置して本格的にバリアフリーに対応するための工事が始まった。それまで、改札外コンコースだった場所にエレベータを設置、同時に改札口を改札外側に移動して改札内コンコースを広げることで、エレベーターの場所を改札内とするものである。
2019年11月30日に改札機の移動、およびエレベーターの使用が開始された。その他の付帯工事は2020年3月まで続く予定。なお、それまで使用されていたエレベーターのうち、神戸方面行きホームにあるものは、廃止はされず、改修した上で地上階から2階改札口までのエレベーターとして使用される。
また、それまでは改札内コンコースの南側、神戸方面行きホームへの階段の横に、団体客専用の有人改札口が設けられていた（通常は改札口に面した出口にシャッターが降ろされ、使用されていなかった）が、同時期に撤去された。

## 駅構造
各方向ごとの列車の待避が可能な島式ホーム2面4線と、上り待避線外側にある単式ホーム1面の計3面4線を有する高架駅である。通常は島式ホームのみを使用しており、単式のホームは主に園田競馬の開催時などに使用されていた降車専用の「臨時ホーム」とされている（番号は割り振られていない）。
梅田側の本線上には渡り線が設置されており、当駅で神戸三宮方面に折り返す列車は上り本線上で入換をし、下り線ホームに転線する。また、その先の本線南側には留置線（電留線）があるが、レールが錆びているため、長年にわたって使用されていないとみられる。また現在は列車が入線できないように車両止めが設置されている。かつてはさらに数本の留置線があった。
改札とコンコースは2階、ホームは3階にあり、改札口は2階の1か所のみ。エレベーターと上り専用のエスカレーターが各方面ホーム毎に1機ずつ設置されている。
トイレは改札内にある

### のりば
| 号線 | 路線      | 方向 | 行先                       |
| ---- | --------- | ---- | -------------------------- |
| 1・2 | ■神戸本線 | 下り | 神戸三宮・新開地・宝塚方面 |
| 3・4 | ■神戸本線 | 上り | 大阪梅田方面               |

- 内側2線（2号線と3号線）が主本線、外側2線（1号線と4号線）が待避線であり、平日・休日ともにほとんどの列車は主本線の2号線と3号線に入線する。待避線の1号線と4号線は、平日のラッシュ時（特に朝）に優等列車の通過待ちを行う列車のみが使用する。
- 4号線の反対側には、単式の臨時降車ホームが設置されており（線路は4号線と共有）、かつては園田競馬開催時に降車用ホームとして使われていたが、1999年（平成11年）以降は使用されておらず、ホームへ上る階段の前に待合室が設置されたため、実質的に休止状態である[2]（花壇が整備され駅員により手入れされている）。
- 1号線は両方向に出発信号機があり、大阪梅田方面への折り返し運転も可能である。ただし通常のダイヤでは、神戸三宮方面を含め当駅で折り返す列車は設定されていない。

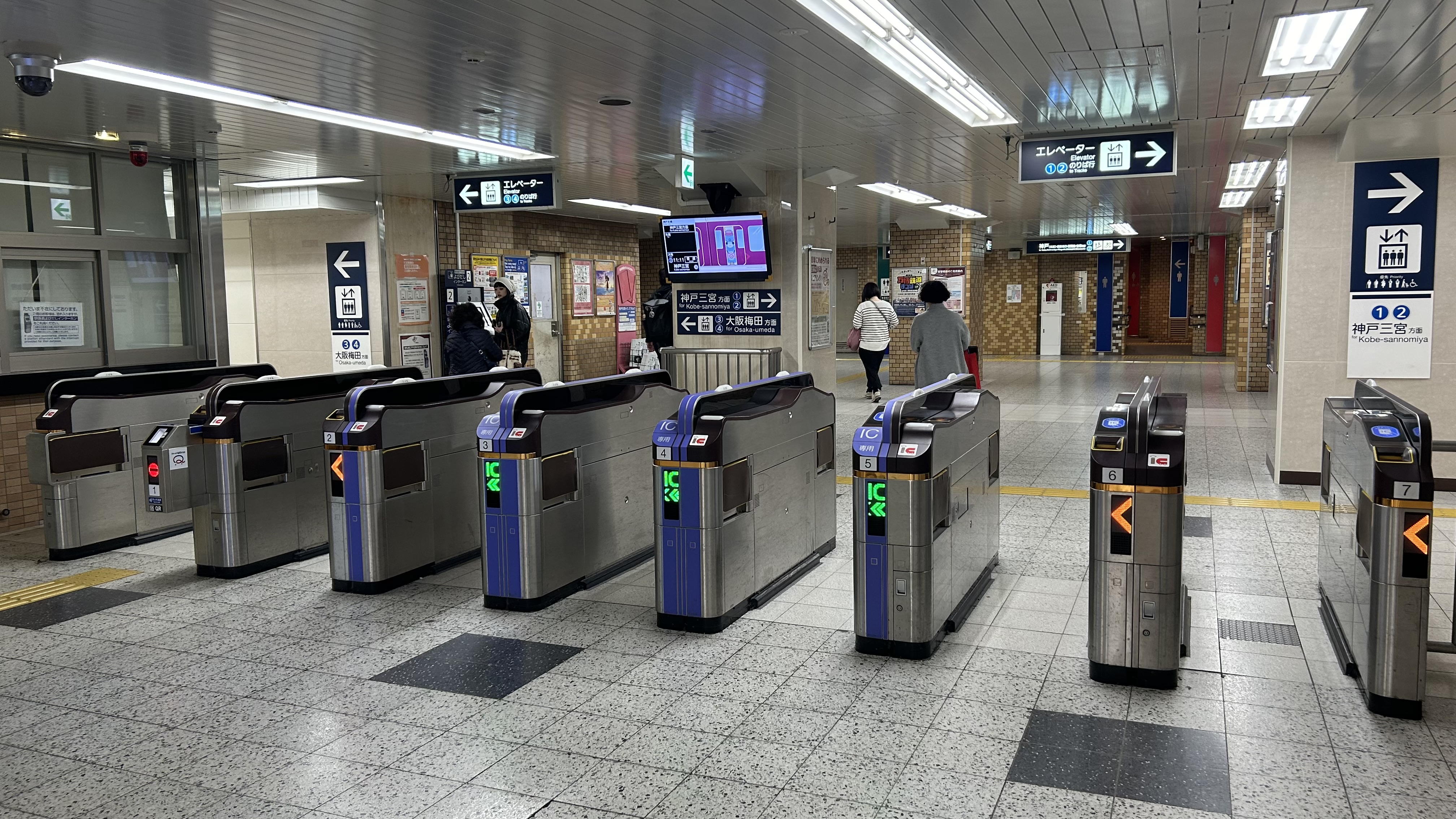
改札口
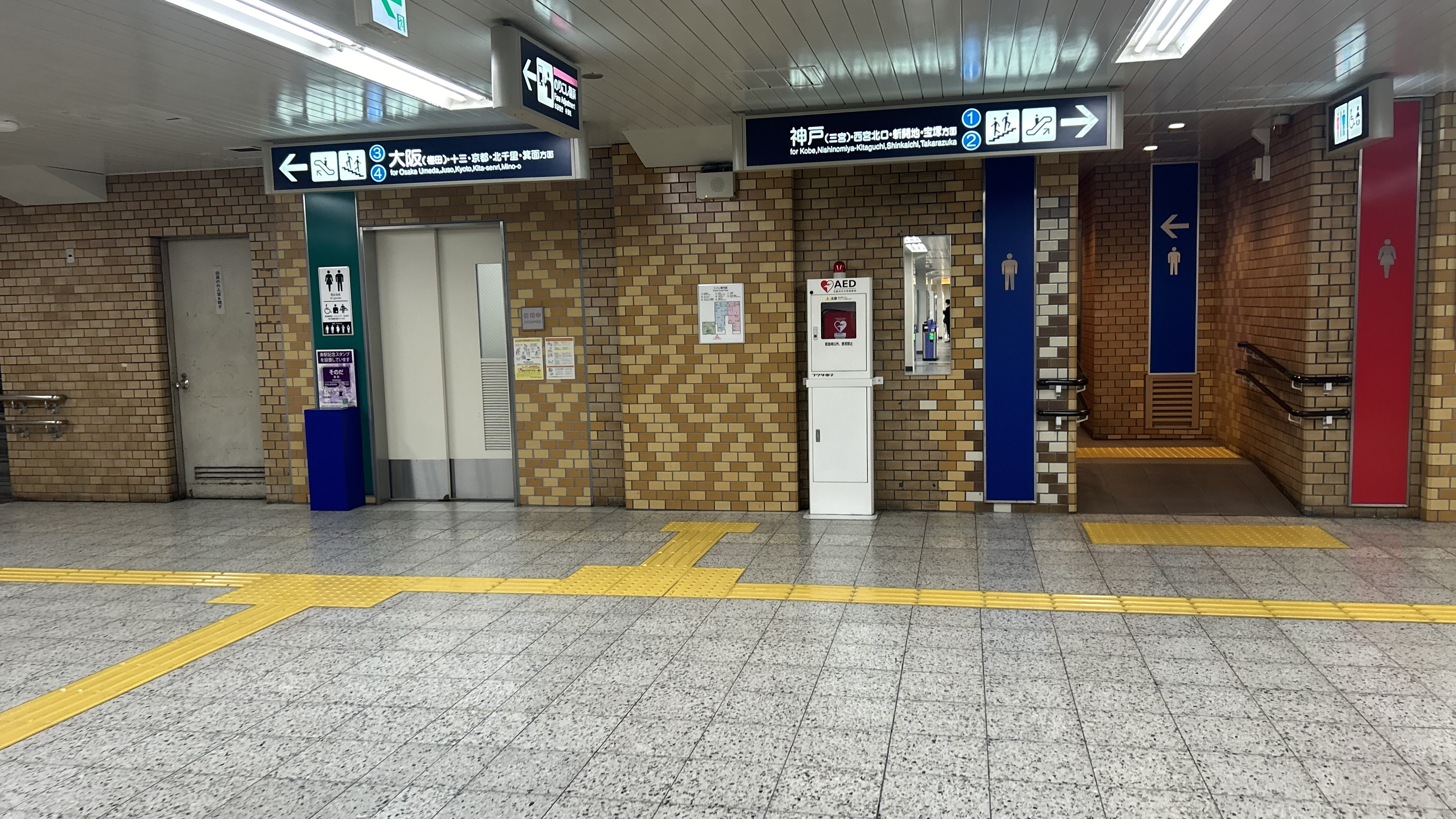
トイレ
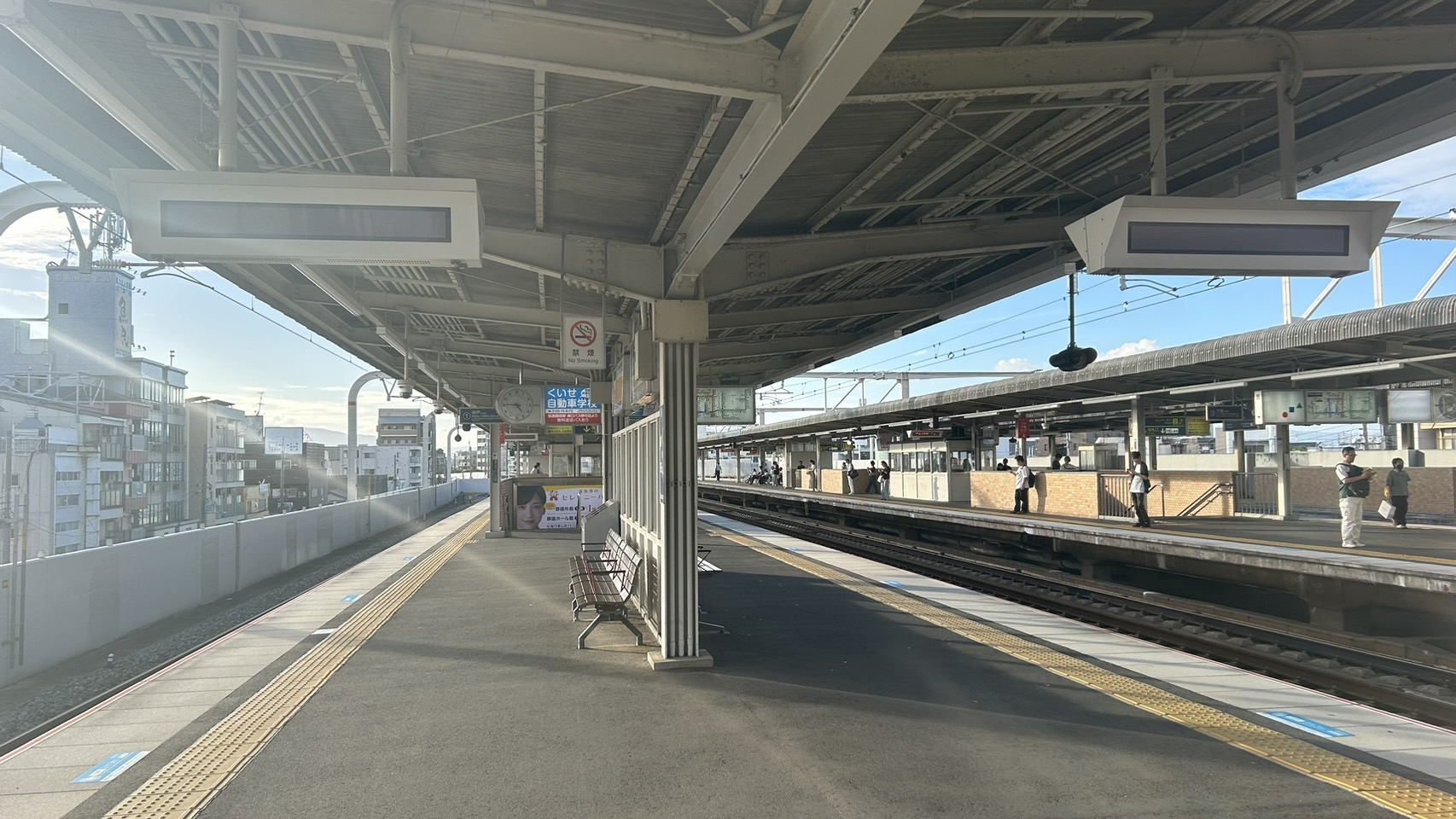
大阪梅田方面ホーム
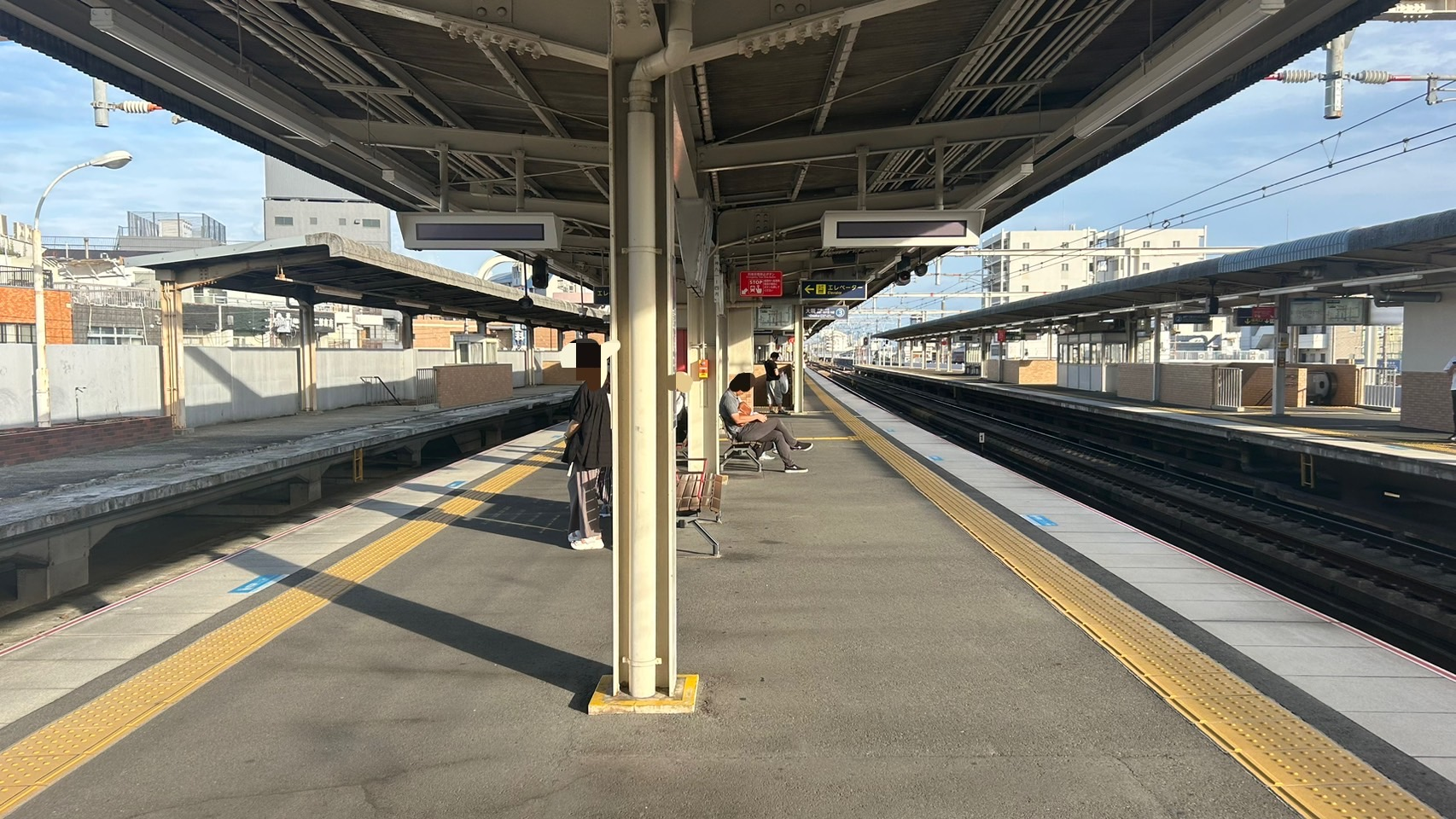
神戸三宮方面ホーム
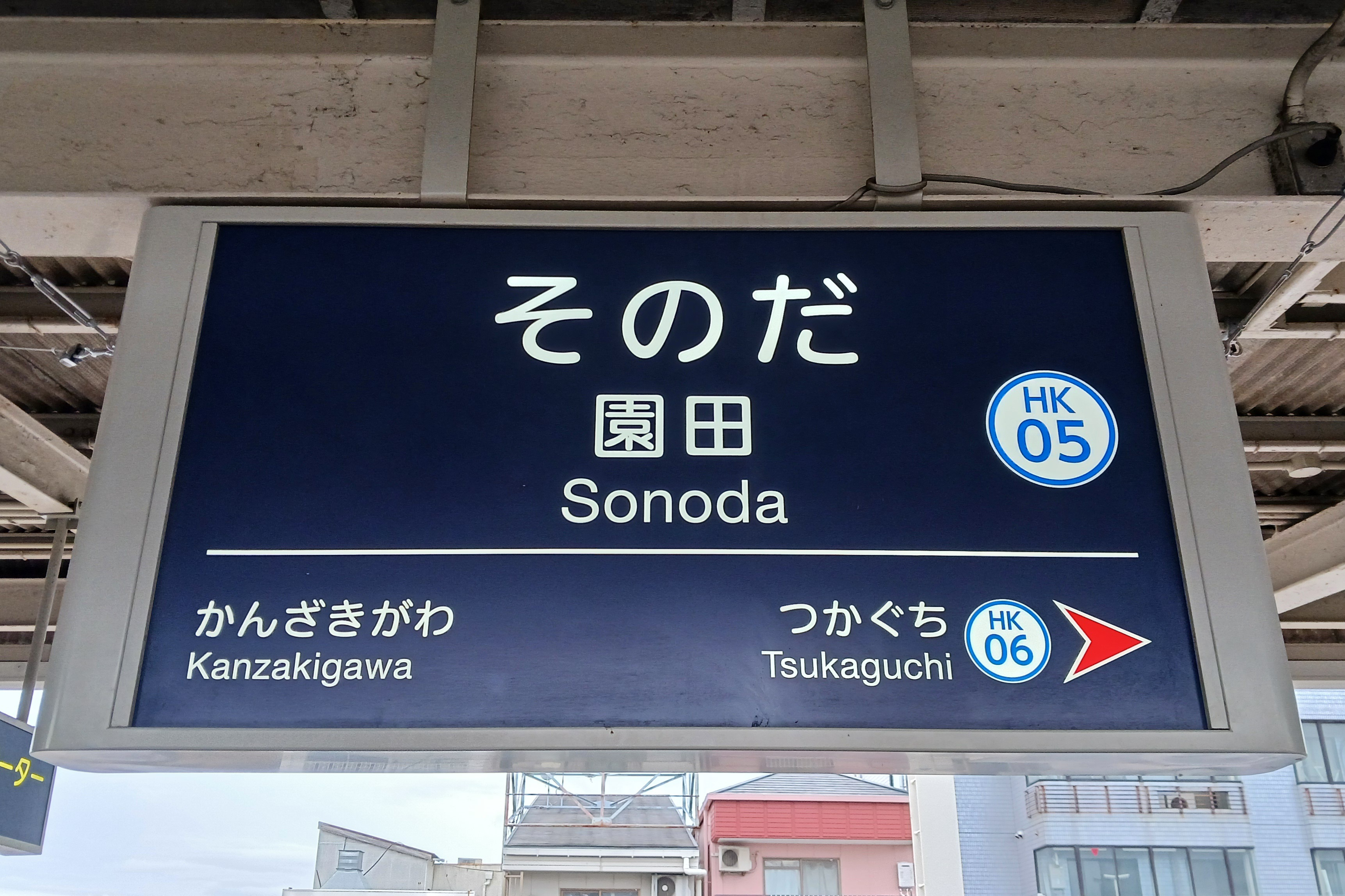
駅名標

## 利用状況
2023年（令和5年）の通年平均乗降人員は27,605人である。阪急全駅では南方駅に次ぐ第23位。
特急停車駅の夙川駅や岡本駅よりも多く、2007年以降は上新庄駅に代わり阪急の普通のみが停車する駅では最多となった。

### 阪急電鉄HPより
各年次の乗降人員の推移は下表の通り。2015年までは平日限定、2016年以降は通年平均となっている。
| /        | 年次               | 乗車人員 | 降車人員 | 乗降人員 | 増減率 | 順位 | 出典        |
| -------- | ------------------ | -------- | -------- | -------- | ------ | ---- | ----------- |
| 平日限定 | 2007年（平成19年） | 18,562   | 18,126   | 36,688   |        | 23位 | [ 阪急 1 ]  |
| 平日限定 | 2008年（平成20年） | 18,620   | 18,225   | 36,845   | 0.4%   | 23位 | [ 阪急 2 ]  |
| 平日限定 | 2009年（平成21年） | 18,136   | 17,776   | 35,912   | -2.5%  | 23位 | [ 阪急 3 ]  |
| 平日限定 | 2010年（平成22年） | 17,771   | 17,383   | 35,154   | -2.1%  | 23位 | [ 阪急 4 ]  |
| 平日限定 | 2011年（平成23年） | 17,503   | 17,169   | 34,672   | -1.4%  | 23位 | [ 阪急 5 ]  |
| 平日限定 | 2012年（平成24年） | 17,303   | 16,960   | 34,263   | -1.2%  | 23位 | [ 阪急 6 ]  |
| 平日限定 | 2013年（平成25年） | 17,362   | 17,035   | 34,397   | 0.4%   | 24位 | [ 阪急 7 ]  |
| 平日限定 | 2014年（平成26年） | 17,202   | 16,875   | 34,077   | -0.9%  | 25位 | [ 阪急 8 ]  |
| 平日限定 | 2015年（平成27年） | 17,092   | 16,786   | 33,878   | -0.6%  | 25位 | [ 阪急 9 ]  |
| 通年平均 | 2016年（平成28年） | 15,387   | 15,145   | 30,532   |        | 23位 | [ 阪急 10 ] |
| 通年平均 | 2017年（平成29年） |          |          | 30,701   | 0.6%   | 23位 | [ 阪急 11 ] |
| 通年平均 | 2018年（平成30年） |          |          | 30,246   | -1.5%  | 23位 | [ 阪急 12 ] |
| 通年平均 | 2019年（令和元年） |          |          | 30,496   | 0.8%   | 23位 | [ 阪急 13 ] |
| 通年平均 | 2020年（令和02年） |          |          | 23,758   | -22.1% | 23位 | [ 阪急 14 ] |
| 通年平均 | 2021年（令和03年） |          |          | 24,117   | 1.5%   | 23位 | [ 阪急 15 ] |
| 通年平均 | 2022年（令和04年） |          |          | 25,991   | 7.8%   | 23位 | [ 阪急 16 ] |
| 通年平均 | 2023年（令和05年） |          |          | 27,605   | 6.2%   | 23位 |             |

### 尼崎市統計書より
「尼崎市統計書」に記載されているデータは、阪急電鉄HPと同様に年次別の利用状況だが、あちらとは数値が大幅に異なる。
市の統計書によると、近年の平均利用状況は下表の通り。
| 年次               | 乗車人員 | 降車人員 | 乗降人員 | 出典          |
| ------------------ | -------- | -------- | -------- | ------------- |
| 2006年（平成18年） | 21,444   | 21,304   | 42,748   | [ 尼崎市 1 ]  |
| 2007年（平成19年） | 21,312   | 21,220   | 42,532   | [ 尼崎市 1 ]  |
| 2008年（平成20年） | 21,185   | 20,890   | 42,075   | [ 尼崎市 1 ]  |
| 2009年（平成21年） | 20,634   | 20,335   | 40,969   | [ 尼崎市 1 ]  |
| 2010年（平成22年） | 20,091   | 19,922   | 40,013   | [ 尼崎市 1 ]  |
| 2011年（平成23年） | 19,791   | 19,552   | 39,343   | [ 尼崎市 2 ]  |
| 2012年（平成24年） | 19,719   | 19,296   | 39,015   | [ 尼崎市 3 ]  |
| 2013年（平成25年） | 19,281   | 18,794   | 38,075   | [ 尼崎市 4 ]  |
| 2014年（平成26年） | 18,688   | 18,232   | 36,920   | [ 尼崎市 5 ]  |
| 2015年（平成27年） | 18,877   | 18,370   | 37,247   | [ 尼崎市 6 ]  |
| 2016年（平成28年） | 18,975   | 18,384   | 37,359   | [ 尼崎市 7 ]  |
| 2017年（平成29年） | 19,168   | 18,614   | 37,782   | [ 尼崎市 8 ]  |
| 2018年（平成30年） | 19,293   | 18,663   | 37,956   | [ 尼崎市 9 ]  |
| 2019年（令和元年） | 19,426   | 18,815   | 38,241   | [ 尼崎市 10 ] |
| 2020年（令和02年） | 14,861   | 14,352   | 29,213   | [ 尼崎市 11 ] |
| 2021年（令和03年） | 15,538   | 14,998   | 30,536   | [ 尼崎市 12 ] |
| 2022年（令和04年） | 17,066   | 16,440   | 33,506   | [ 尼崎市 13 ] |

## 駅周辺
旧川辺郡園田村の村域内に設置されたため園田駅という名称が与えられているものの、所在地は旧園田村の中心部からはかなり離れた東園田町である（旧園田村の中心部は当駅より北西へ2キロメートル離れた食満一丁目付近であり、現在でも尼崎市役所園田支所、園田公民館、園田中学校、園田小学校、園田保健センター（旧園田保健所）、JA兵庫六甲園田などの施設はその周辺にある）。駅の設置前は何もない田園地帯だったが、阪急による宅地開発の結果、当駅周辺に市街地が形成された。東園田町三丁目、四丁目付近は阪急が戦前に開発した宅地であり、今でも規模の大きい邸宅が建ち並んでいる。
駅の北側にはバス用のロータリーがある。大部分は競馬場開催時のシャトルバス用で、普段は閉鎖されており、当駅を起点とする路線バスのうち一路線のみがその一部を常用している。駅の南側からも多数の路線バスが発着するが、ロータリーはなく、既存の道路を使って方向転換している。

### sononそのだ
駅舎の1階と2階は駅ビルの『園田阪急プラザ』として整備されている。2023年11月22日に『sonon(そのん)そのだ』に名称変更の上でリニューアルオープンした。
主なテナント
- KOHYO 阪急園田店 - 駅付近のビルにも『鮮度館 園田店』の名称で出店している（鮮度館は2024年に閉店した）
- マツモトキヨシ sononそのだ店
- マクドナルド 阪急園田駅店
- ミスタードーナツ 阪急園田ショップ
- ダイソー sononそのだ店

### その他
- 園田競馬場 - レース開催日や馬券の場外発売日には駅前（北口側）からシャトルバスが運行され、来場客で混雑する[2]
- 猪名川公園
- コメダ珈琲 - 駅前にある。
- 尼崎市消防局 北消防署園田分署
- 尼崎園田郵便局
- 尼崎東園田八郵便局
- 百合学院中学校・高等学校
- 尼崎市立園田東中学校
- 尼崎市立園和小学校[注 2]
- 三井住友銀行阪急園田出張所[注 3]
- ブックオフ
- イオン尼崎店
- コストコホールセール 尼崎倉庫店 - イオン尼崎店に隣接。
- 島忠・ホームズ尼崎店 - イオン尼崎店に道路を挟んで隣接。
- 田能遺跡[2]
- 藻川 - 当駅の西側を南北に流れている。
- 猪名川 - 当駅の東側を南北に流れている。

## バス路線
駅前には阪急バスと阪神バスが乗り入れている。

### 阪急バス
北口から発車。停留所名は「阪急園田駅」。
現在は定期路線は下記1系統のみだが、このほかに臨時路線として園田競馬開催日かつ場外発売日に園田競馬場行きが運行される。臨時路線ののりばは1のりばの前方50mほど先に位置する。
| のりば | 路線名 | 系統・行先                                 | 備考                                                                         |
| ------ | ------ | ------------------------------------------ | ---------------------------------------------------------------------------- |
| 1      | 吹田線 | 24系統：JR吹田駅（南口）/JR南吹田駅/江坂駅 | 朝にJR南吹田駅または江坂駅止まりの区間便あり（前者は毎日1本、後者は平日2本） |

### 阪神バス
尼崎市内線が発着。全線が尼崎交通事業振興（ATS社）との共同運行または委託運行路線。
停留所名は「阪急園田」。
1番から3番のりばが南口、4番と5番のりばが北口に設けられている。
| のりば | のりば | 系統・行先                        | 備考                                             | ATS社 |
| ------ | ------ | --------------------------------- | ------------------------------------------------ | ----- |
| 南     | 1      | 23番：阪神尼崎（北）              | JR尼崎（南）経由                                 | 委託  |
| 南     | 1      | 24番：阪神杭瀬                    |                                                  | 委託  |
| 南     | 1      | AD3番：尼崎ドライブスクール前     |                                                  | 委託  |
| 南     | 2      | 11番：阪神尼崎（北）              | JR尼崎（北）経由、平日夜間の一部は同停留所止まり | 共同  |
| 南     | 3      | 21-2・23番：戸ノ内                |                                                  | 委託  |
| 北     | 4      | 20番：JR猪名寺                    |                                                  | 委託  |
| 北     | 4      | 21・21-2番：阪急塚口              |                                                  | 委託  |
| 北     | 4      | 22番：阪神尼崎（北）/塚口営業所前 | 平日夜1本のみ塚口営業所前止まり                  | 委託  |
| 北     | 4      | 22-2番：阪神尼崎（北）            | 日中のみ運行。尼崎総合医療センター経由           | 委託  |
| 北     | 5      | 20番：東園田                      |                                                  | 委託  |

## その他
- 東隣の神崎川駅の西側には神崎川を渡る橋梁があるが、台風の接近による高潮や、地震発生後の津波等への対策として、防潮扉が閉鎖される場合がある。その場合は大阪梅田駅 - 当駅間は運休となり、当駅大阪方にある渡り線を用いることによって神戸三宮方面との折り返し運転を行う。

## 隣の駅
阪急電鉄
■神戸本線
■特急・■通勤特急・■準特急・■急行・■快速・■準急
通過
■普通
神崎川駅 (HK-04) - 園田駅 (HK-05) - 塚口駅 (HK-06)
・当駅 -  神崎川駅の間は大阪府豊中市域を走行するが、駅は設けられていない。

### 記事本文